# Des anges au paradis
Pour plus de détails, voir Fiche technique et Distribution.
Des anges au paradis est un film français réalisé par Evgueni Lounguine et sorti en 1999.

## Fiche technique
- Titre : Des anges au paradis
- Réalisation : Evgueni Lounguine
- Scénario : Evgueni Lounguine, Piotr Kojevnikov
- Photographie : Valeri Myoulgaout
- Costumes : Tatiana Patrakhatseva
- Décors : Boris Petrouchanski et Serguei Kokovkine
- Son : Maksim Belovolov
- Montage : Irina Gorokhovskaia
- Musique : Andreï Makarevitch
- Sociétés de production : Ognon Pictures - Coproduction : Studio Troitskij Most (Russie)
- Producteur délégué : Humbert Balsan
- Pays de production :  France
- Distribution : Avanti Films (France)
- Durée : 136 minutes
- Dates de sortie : France - 19 mai 1993 (Festival de Cannes - Quinzaine des réalisateurs)[1],[2] ; 5 mai 1999[3]

## Distribution
- Dinara Drukarova
- Konstantin Gayokho
- Andrey Tolubeev
- Olga Volkova
- Vladimir Kabalin
- Zinaida Sharko

## Distinctions

### Récompenses
- Prix du public / Prix de la meilleure actrice (pour Dinara Drukarova) au Festival du cinéma russe à Honfleur 1999

### Sélection
- Festival de Cannes 1993 (Quinzaine des réalisateurs)[4]